# Теорема Гана — Банаха
Теорема Гана-Банаха — один із ключових результатів функціонального аналізу, що стверджує, що довільний обмежений функціонал, визначений на деякому підпросторі векторного простору можна продовжити на весь векторний простір.

## Формулювання
Для векторного простору X над полем дійсних чисел функція {\displaystyle f\colon X\rightarrow \mathbb {R} } називається сублінійною, якщо виконуються наступні умови:
{\displaystyle f(\gamma x)=\gamma f\left(x\right)}  для довільних {\displaystyle \gamma \in \mathbb {R} _{+}} та x ∈ X,
{\displaystyle f(x+y)\leqslant f(x)+f(y)}  для довільних x, y ∈ X.
Загальне твердження теореми можна подати так: Якщо {\displaystyle p\colon X\rightarrow \mathbb {R} } є сублінійною функцією, і {\displaystyle \varphi \colon Y\rightarrow \mathbb {R} } є лінійним функціоналом на лінійному підпросторі Y простору X і також виконується нерівність:
{\displaystyle \varphi (x)\leqslant p(x)\qquad \forall x\in Y}
тоді існує продовження {\displaystyle \psi \colon X\rightarrow \mathbb {R} } для φ на весь простір X, i.e., тобто існує функціонал ψ такий, що
{\displaystyle \psi (x)=\varphi (x)\qquad \forall x\in Y}
і
{\displaystyle \psi (x)\leqslant p(x)\qquad \forall x\in X.}

## Доведення
Спершу доведемо, що існує продовження в одному напрямку. Нехай {\displaystyle z\in X\setminus Y}. Розглянемо лінійний простір виду:
{\displaystyle Y_{z}\doteq \left\{y+az,\ y\in Y,\ a\in \mathbb {R} \right\}.}
Продовження {\displaystyle \varphi } на {\displaystyle Y_{z}} запишемо:
{\displaystyle \psi (y+az)\doteq \varphi (y)+a\psi (z),}
де {\displaystyle \psi (z)} — дійсне число, яке необхідно визначити.
Для довільних {\displaystyle y_{1},y_{2}\in Y} і {\displaystyle a,b>0} виконується:
{\displaystyle \varphi (ay_{1}+by_{2})=a\varphi (y_{1})+b\varphi (y_{2})=(a+b)\varphi \left({\frac {a}{a+b}}y_{1}+{\frac {b}{a+b}}y_{2}\right)\leqslant }
{\displaystyle (a+b)p\left({\frac {a}{a+b}}y_{1}+{\frac {b}{a+b}}y_{2}\right)=}
{\displaystyle (a+b)p\left({\frac {a}{a+b}}(y_{1}-bz)+{\frac {b}{a+b}}(y_{2}+az)\right)\leqslant }
{\displaystyle ap(y_{1}-bz)+bp(y_{2}+az).}
Звідси
{\displaystyle a\left(\varphi (y_{1})-p(y_{1}-bz)\right)\leqslant b\left(-\varphi (y_{2})+p(y_{2}+az)\right)}
Як наслідок
{\displaystyle {\frac {1}{b}}\left(-p(y_{1}-bz)+\varphi (y_{1})\right)\leqslant {\frac {1}{a}}\left(p(y_{2}+az)-\varphi (y_{2})\right)\quad \forall \ y_{1},y_{2}\in Y,\quad \forall a,b>0.}
Визначимо {\displaystyle c\in \mathbb {R} } так:
{\displaystyle \sup _{a>0,y\in Y}\left\{{\frac {1}{b}}\left[-p(y-bz)+\varphi (y)\right]\right\}\leqslant c\leqslant \inf _{a>0,y\in Y}\left\{{\frac {1}{a}}\left[p(y+az)-\varphi (y)\right]\right\}.}
Виконується рівність
{\displaystyle ac\leqslant p(y+az)-f(y)\quad \forall \ y\in Y,\quad \forall \ a\in \mathbb {R} }.
Визначимо
{\displaystyle \psi (z)=c.}
Для всіх {\displaystyle y\in Y} і довільних {\displaystyle a\in \mathbb {R} } справджується нерівність:
{\displaystyle \psi (y+az)=\varphi (y)+ac\leqslant p(y+az),}
тому
{\displaystyle \psi (x)\leqslant p(x)\quad \forall \ x\in Y_{z}.}
Для завершення доведення використовується лема Цорна. Нехай E є множиною усіх можливих продовжень, що задовольняють умови теореми. Дана множина є частково впорядкована за включенням областей визначення і кожна лінійно впорядкована підмножина має супремум (об'єднання областей визначення). Тому за лемою Цорна дана множина має максимальний елемент. Цей елемент рівний всьому простору, адже в іншому випадку можна здійснити дальше продовження, скориставшись щойно визначеною конструкцією.

## Наслідки
- Якщо {\displaystyle X} є нормованим простором, {\displaystyle M} є його підпростором і {\displaystyle x^{*}\in M^{*}} є деяким функціоналом на {\displaystyle M}, тоді існує {\displaystyle y^{*}\in X^{*}} такий, що:

{\displaystyle y^{*}|_{M}=x^{*}} і також {\displaystyle \|x^{*}\|=\|y^{*}\|}.
- Для довільних двох різних точок лінійного простору існує лінійний функціонал, що приймає різні значення в цих точках.